# さくら学院 2016年度 〜約束〜
『さくら学院 2016年度 〜約束〜』（さくらがくいん にせんじゅうろくねんど やくそく）は、さくら学院の7thアルバム。2017年3月3日に発売された。なお本作品は、アミューズアーティストオンラインショップ『アスマート』及び、全国のタワーレコード（オンラインショップは除く）のみでの販売となる。

## 概要
初回限定「さくら」・「学院」盤、通常盤の3形態での発売。初回限定「さくら」盤はCD+Blu-ray、初回限定「学院」盤はCD+DVD、通常盤はCDのみの商品構成。
「負けるな!青春ヒザコゾウ」「Song for smiling」「オトメゴコロ。」「マシュマロ色の君と」「未完成シルエット」の5曲は、根岸孝旨がバンドマスターとなってアレンジを行った新バージョンとして収録されており、ベースの根岸の他に、マシータ（ドラムス）、林部直樹（ギター）、野崎泰弘（キーボード）というバンドメンバーで演奏されている。

## 収録曲
1. 目指せ!スーパーレディー -2016年度-
作詞：森ハヤシ・生田真心、作曲・編曲：藤本功一
2. 負けるな!青春ヒザコゾウ
作詞：ArikA・masanco・miwa*、作曲：岡ナオキ、編曲：根岸孝旨
3. Song for smiling
作詞・作曲：Agree2、編曲：根岸孝旨
4. メロディック・ソルフェージュ
作詞・作曲・編曲：木下智哉
5. ダバダ♪サラダ de セボン☆アベニュー / クッキング部 ミニパティ
作詞：稲葉エミ、作曲・編曲：サカモト教授
6. 走れ正直者 / 帰宅部 sleepiece
作詞：さくらももこ、作曲：織田哲郎、編曲：松田"チャーベ"岳二
7. ピース de Check! -2016- / 購買部
作詞：Kimotto（YOCCO）、作曲・編曲：Tiek
8. デルタ / 科学部 科学究明機構ロヂカ?:ver.2.0
作詞・作曲・編曲：EHAMIC
9. ユビキリ / 中等部3年（倉島颯良、黒澤美澪奈）
作詞・作曲・編曲：山口高始
10. オトメゴコロ。
作詞・作曲：cAnON.、編曲：根岸孝旨
11. マシュマロ色の君と
作詞・作曲：cAnON.、編曲：根岸孝旨
12. 未完成シルエット
作詞・作曲：cAnON.、編曲：根岸孝旨
13. アイデンティティ
作詞・作曲：cAnON.、編曲：A-bee
14. 夢に向かって
作詞：森由里子、作曲・編曲：Ryo

### 初回限定盤映像
Blu-ray（さくら盤）
- 「メロディック・ソルフェージュ」 Music Video
- 「FLY AWAY」@2016.11.13 さくら学院祭☆2016
- 「オトメゴコロ。」@2016.11.13 さくら学院祭☆2016
- 「マシュマロ色の君と」@2016.11.13 さくら学院祭☆2016

DVD（学院盤）
- 「さくら学院 2016年度 学年末テスト」